# Копальня Різдва (Індійський океан)

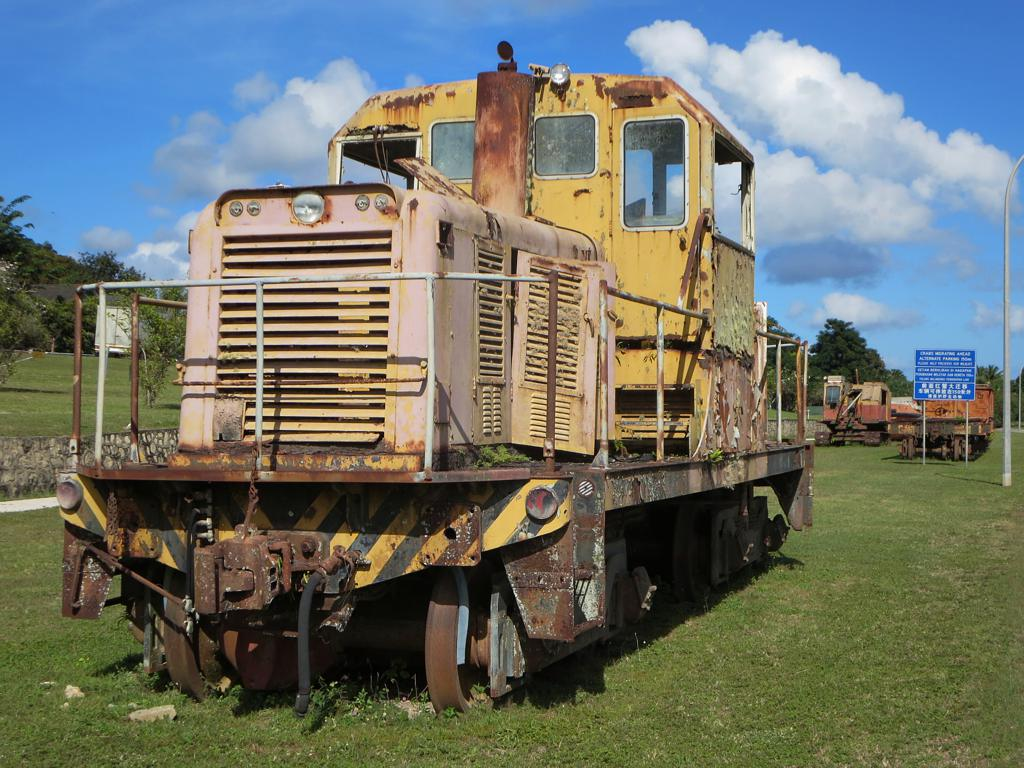
Рештки локомотиву, що обслуговував залізницю копальні

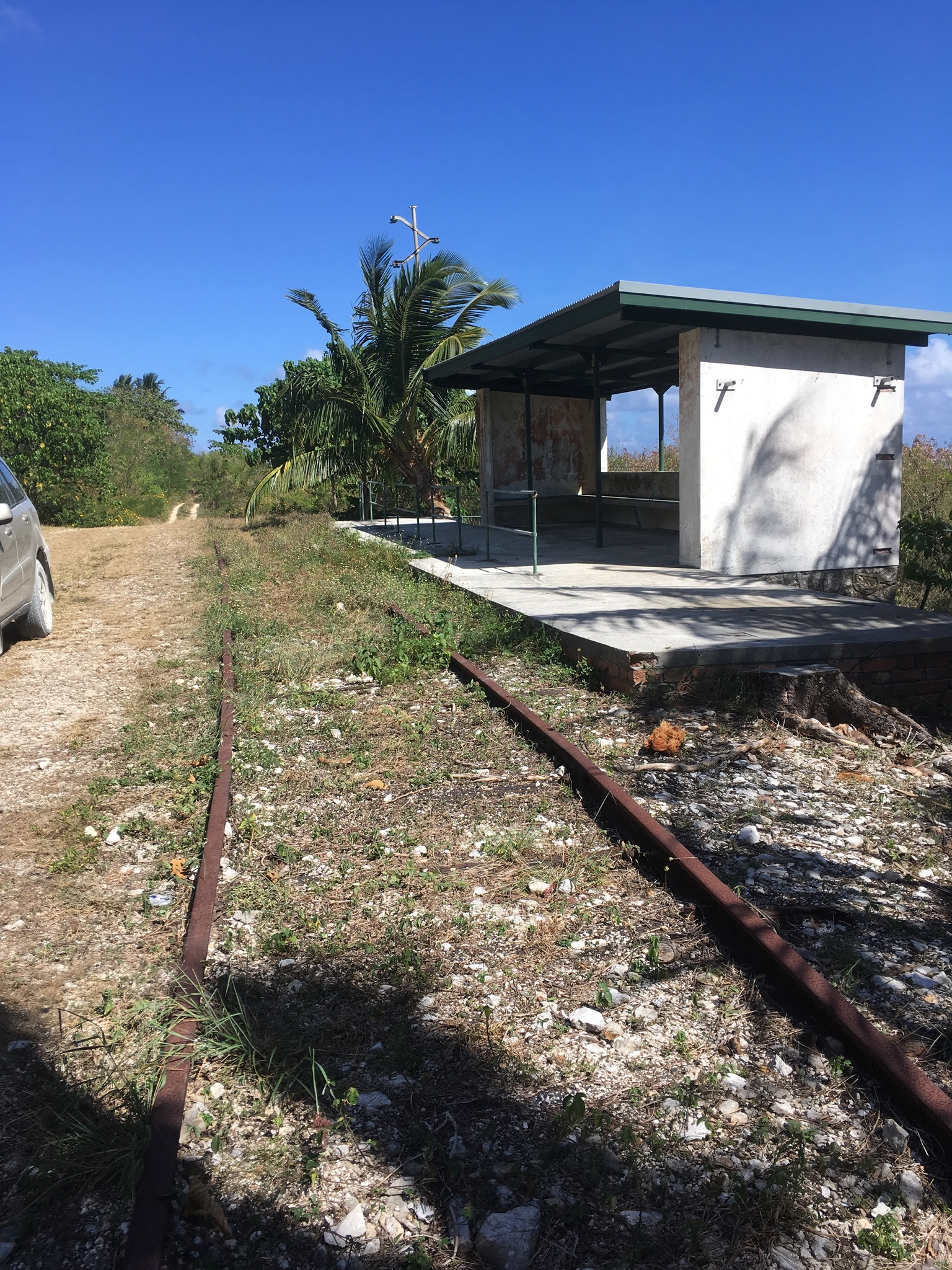
Колія колишньої залізниці копальні

Копальня Різдва (Індійський океан) – гірничодобувний майданчик на сході Індійського океану на острові Різдва, що належить Австралії.
Протягом другої половини XIX століття численні острови Світового океану були місцем розробки покладів гуано, зокрема, такого, що втратило більшість азоту та перетворилось на фосфорне добриво (фосфоритного гуано). Нарешті, справа дійшла до розробки найбільших родовищ, пов’язаних з островами Науру, Оушен, Макатеа, Ангаур (всі – Тихий океан) та Різдва, де унаслідок реакції фосфорної кислоти з гуано та вапняків виникли справжні фосфорити. 
У 1891-му два австралійські підприємця отримали права на експлуатацію ресурсів острова Різдва (в ці часи він адміністративно відносився до британської колонії Сінгапур) та в 1897 році заснували для видобутку фосфоритів Christmas Island Phosphate Company (CIPCO). Перший значний вантаж відправили з острова в 1900 році, а вже у 1905-му видобули 98 тисяч тонн фосфоритів. На той час руду з найвищим вмістом фосфору забирала Велика Британія, тоді як Японія закуповувала менш якісні фосфорити. 
Розробка велась відкритим способом з використанням ручної праці. На острів завезли велику кількість китайських та малайських робітників, з яких у перші роки через неадекватне харчування вмерло біля п’яти сотень осіб. Первісно розробка охопила лише пагорб Фосфат-Гілл, звідки за допомогою двох канатних відкаток, що використовували лише силу тяжіння, вагонетки спускали до пристані. З 1914-го транспортування фосфоритів в межах острова здійснювалось за допомогою залізниці, довжина колій якої у підсумку досягнула 20 кілометрів. 
Напередодні Другої світової війни копальня видавала біля 150 тисяч тонн на рік (втім, також можливо зустріти оцінки у 240 тисяч тонн на рік або навіть 24 тисячі тонн на місяць). Біля 90% цього обсягу експортувалась до Японії, що було вельми важливим для японського сільського господарства (можливо відзначити, що в 1939-му всі японські фосфоритові копальні видали біля 350 тисяч тонн). 
Потреби розташованих значно ближче австралійських суперфосфатних заводів покривали переважно з копалень Науру та Оушен (поставки з яких йшли по цінам нижчим від світових). Втім, у грудні 1940-го германські рейдери обстріляли копальню Науру та потопили кілька суден, що здійснювали вивіз фосфоритів з Науру та Оушена. Як наслідок, поставки з острова Різдва до Австралії збільшили та станом на початок 1942-го встигли спрямувати за цим маршрутом 94 тисячі тонн. 21 січня 1942-го японський підводний човен I-59 потопив біля острова Різдва норвезький транспорт «Eidsvold» (4184 GRT), що здійснював прийом фосфоритів. 
Наприкінці березня 1942-го японці висадили десант та захопили острів Різдва (при цьому американський підводний човен торпедував легкий кресер «Нака», що після цього рік проходив відновлення). Японці розраховували відновити видобуток, втім, ця спроба не принесла успіху і за весь період окупації з острова вивезли лише 4 тисячі тонн фосфоритів. На це, зокрема, вплинуло потоплення 17 листопада 1942-го підводним човном USS Searaven транспорту «Ніссей-Мару» (833 GRT), що мав прийняти вантаж фосфоритів.
Вивіз фосфоритів відновився по завершенні Другої світової війни у 1946 році. Первісно нормальній роботі копальні перешкоджав безлад на острові, проте сюди надіслали підсилений загін поліції і вже у 1947-му змогли вивезти 100 тисяч тонн. В 1949-му видобуток фосфоритів на острові Різдва склав вже 251 тисячу тонн, при цьому роком раніше уряди Австралії та Нової Зеландії викупили права у CIPCO та передали розробку агенції British Phosphate Commissioners (BPC), що також вела роботи на Науру та Оушені.
В подальшому потужність копальні продовжувала зростати і станом на середину 1960-х вже становила біля 0,8 млн тонн. В 1970-му запустили промивочний завод, а в 1971/1972 фінансовому році острів Різдва видав 0,93 млн тонн фосфоритів (з яких 767 тисяч тонн отримали суперфосфатні заводи Австралії та Нової Зеландії, а 155 тисяч тонн у вигляді фосфоритної муки були експортовані до Південно-Східної Азії для прямого сільськогосподарського використання). 
В 1976 році копальня виробила 1,1 млн тонн фосфоритів, тоді як звіт за 1980/1981 фінансовий рік повідомляє про вивіз 1,43 млн тонн (з них 1,31 у вигляді сировини для заводів добрив).
В 1981-му на тлі проблем з економікою проекту копальню передали Australian Phosphate Corporation. Втім, зробити діяльність рентабельною так і не вдалось і в 1987 році копальню закрили, а більшість території острова – біля 64% – передали до складу національного парку. Одночасно припинила діяльність і залізниця, від якої наразі можливо побачити рештки колій та тягового складу (всього за час її існування на острів завезли чотири десятки парових та дизельних локомотивів).
Видобуток фосфоритів був головним джерелом доходу мешканців острова, тому вже у 1990-му його відновила Christmas Island Phosphates (CIP), за якою стоїть трудова спілка Union of Christmas Island Workers. CIP працює з річною потужністю від 500 до 600 тисяч тонн та станом на 2023 рік видобула 16 млн тонн фосфоритів.
Подальшому існуваню підприємства загрожує прийняте в 2018 році рішення уряду Австралії відмовити у розширенні копальні з природоохоронних міркувань.